# Erdbachhöhle bei Erbach
Die Erdbachhöhle bei Erbach liegt im Gebiet von Erbach und Michelstadt im Odenwaldkreis in Südhessen. Als größte Höhle im hessischen Odenwald steht sie als FFH-Gebiet unter Schutz. Der „Erdbach-Einschlupf“ und „Erdbach-Austritt“ wurden bereits 1937 als Naturdenkmale ausgewiesen (ND-Nr. 437.256 und 437.257).

## Lage
Die Erdbachhöhle bei Erbach liegt im Naturraum Odenwald, Spessart und Südrhön, im Sandstein-Odenwald, Untereinheit 144.69 Mümlingtal. Sie befindet sich in den Gemarkungen Dorf-Erbach und Stockheim (Michelstadt) auf etwa 220 m Meereshöhe. Am Grunde des Erbach-Michelstädter Grabenbruchs blieb inmitten des Buntsandstein-Odenwaldes eine Scholle des Unteren Muschelkalks erhalten, die an der erhöhten Lage der Eulbacher Straße zu erkennen ist. Nahe beim Erbacher Sportpark versickert hier der Erdbach in einer Bachschwinde. Etwa 200 Meter nördlich tritt er in Michelstadt-Stockheim nahe der Stockheimer Mühle als Karstquelle wieder aus dem Höhlensystem hervor.

## Beschreibung
Die Erdbachhöhle bei Erbach ist eine Karsthöhle im Unteren Muschelkalk. Das FFH-Gebiet umfasst das gesamte Höhlensystem. Am „Erdbach-Einschlupf“ verschwindet der Bach je nach Wasserstand in mehreren Höhlenlöchern am Fuße einer Felswand. Die oft engen, teilweise wasserführenden Spalten und Gänge der strukturreichen Naturhöhle konnten in zwei Abschnitten auf etwa 400 Meter Länge erforscht werden. Die Tiefe beträgt etwa 5 Meter, die Fläche etwa 425 m². Im Höhleninneren herrscht konstant eine Jahrestemperatur zwischen 8 und 9 °C, die Luftfeuchtigkeit beträgt über 90 %.
Messungen mit Farbzusätzen haben ergeben, dass das Wasser nach etwa einer Stunde am „Erdbach-Austritt“ wieder hervorquillt. Früher verschwand ein zweiter Arm des Erdbachs oberhalb von Dorf-Erbach in einem zehn Meter tiefen, in Sandstein gefassten Schacht im Untergrund. Das Wasser dieser oberen Versickerungsstelle brauchte für die 800 Meter bis zum Austritt sogar 23 Stunden. Heute ist dieser Arm des Erdbaches, der zum Antrieb von Maschinen diente, zurückgebaut, und der ehemalige Schacht-Einschlupf zählt nicht zum geschützten Bereich.
Die Höhle ist nicht touristisch erschlossen und gegen unbefugtes Betreten gesichert.

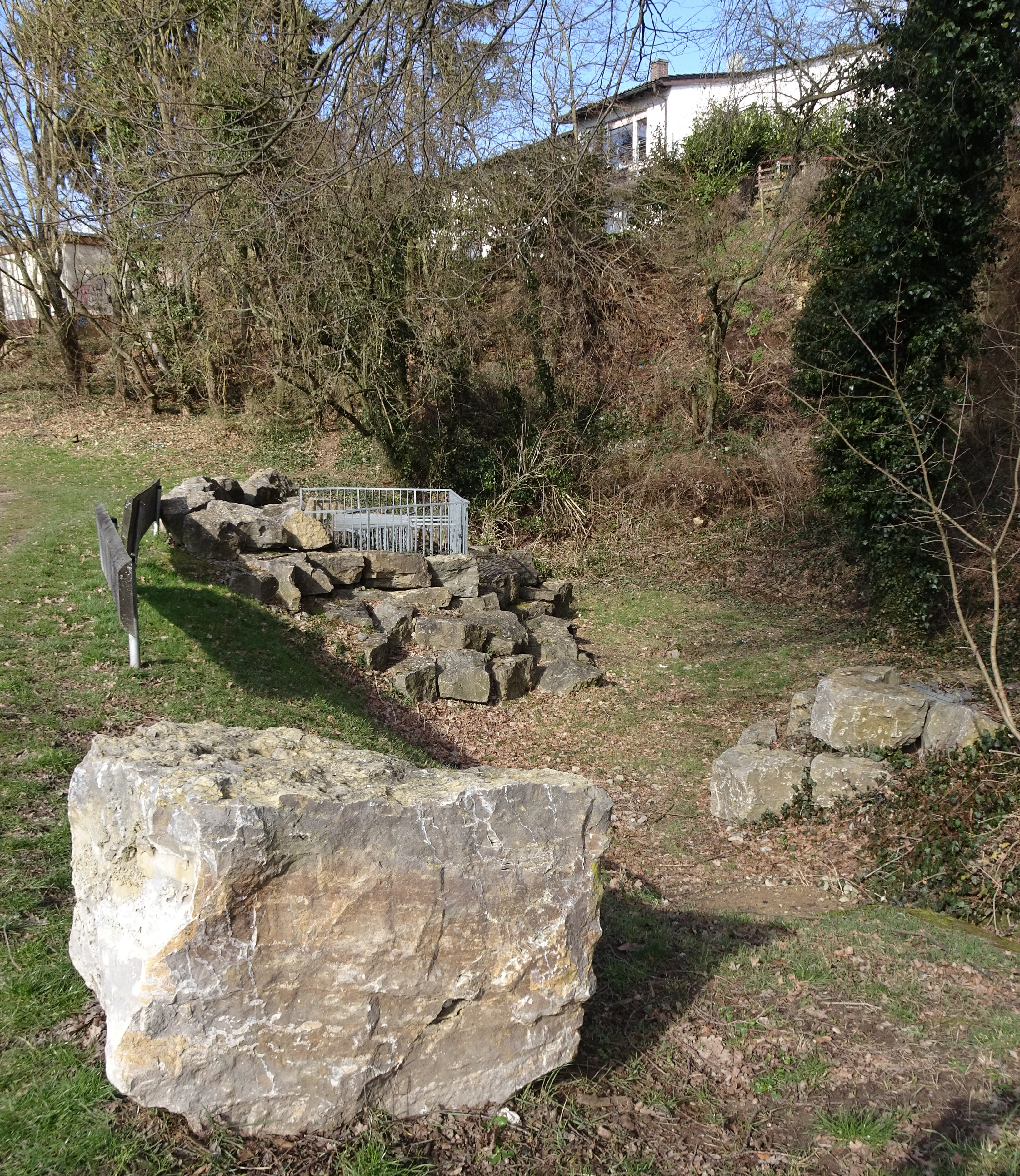
Erdbach-Einschlupf, fünfte (unterste) Versickerungsstelle und versperrter Einstieg (2022)
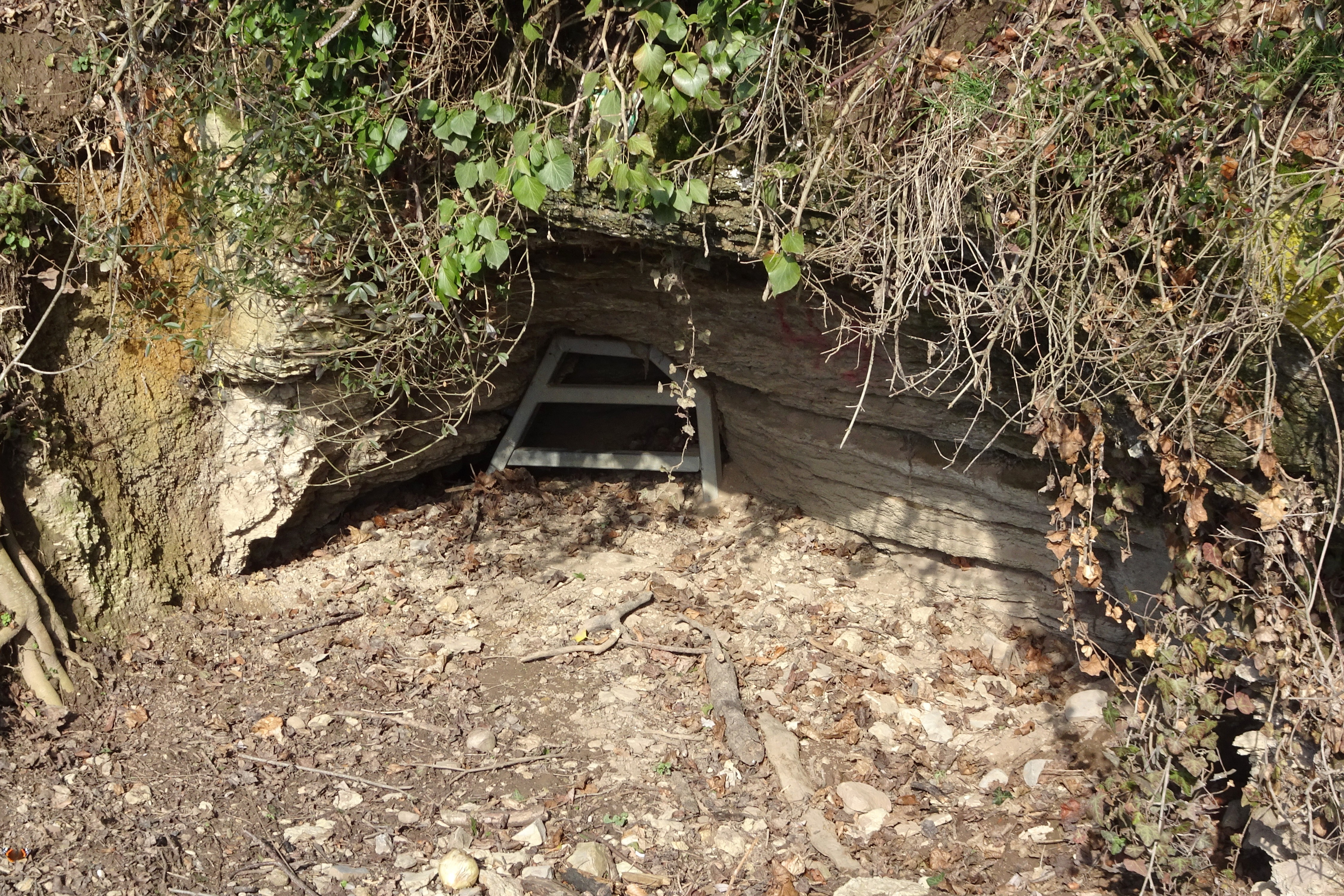
Vierte Versickerungsstelle (2022)
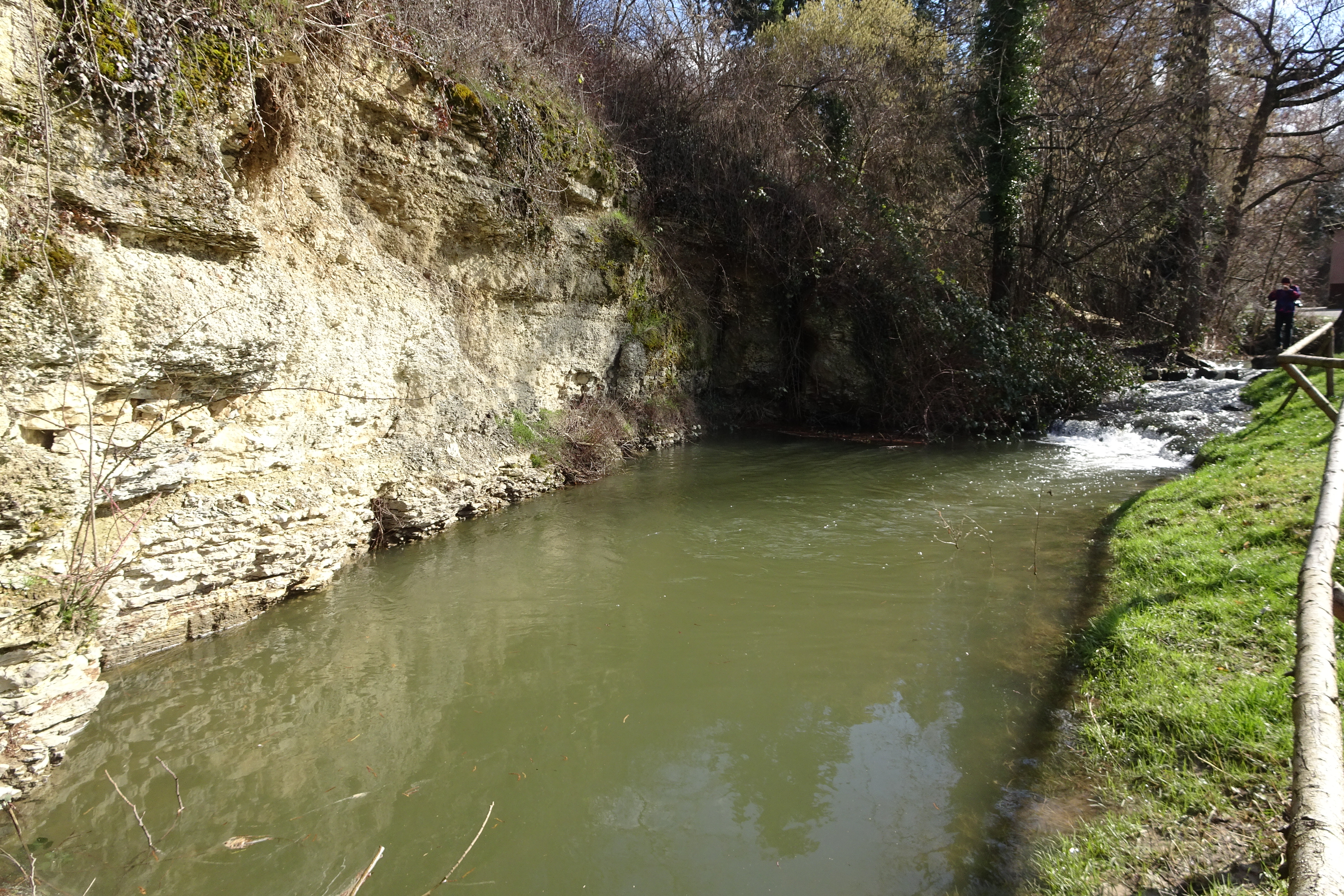
Zweite  Versickerungsstelle (2022)
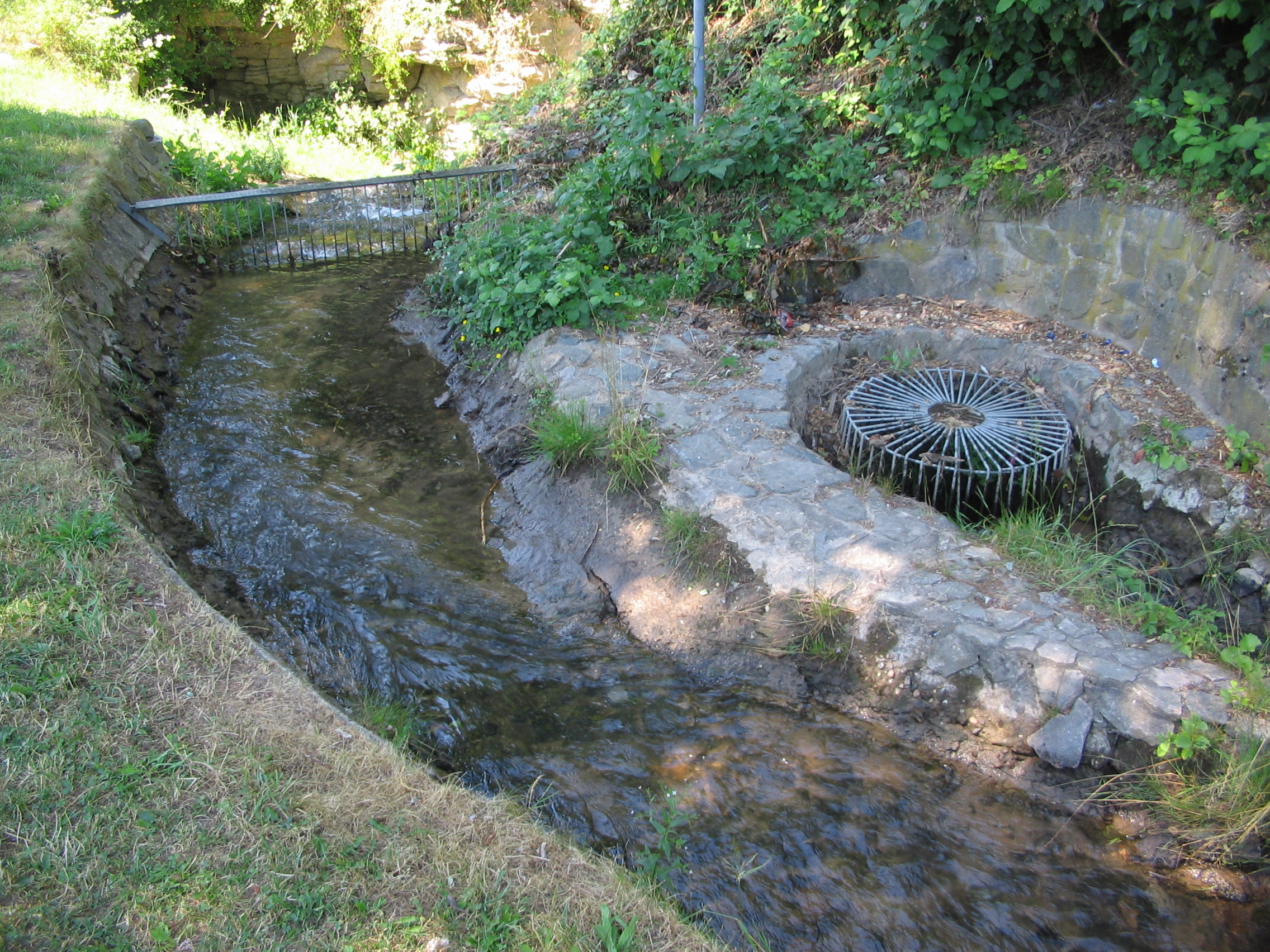
Zweite Versickerungsstelle und versperrter Einstieg (2010)
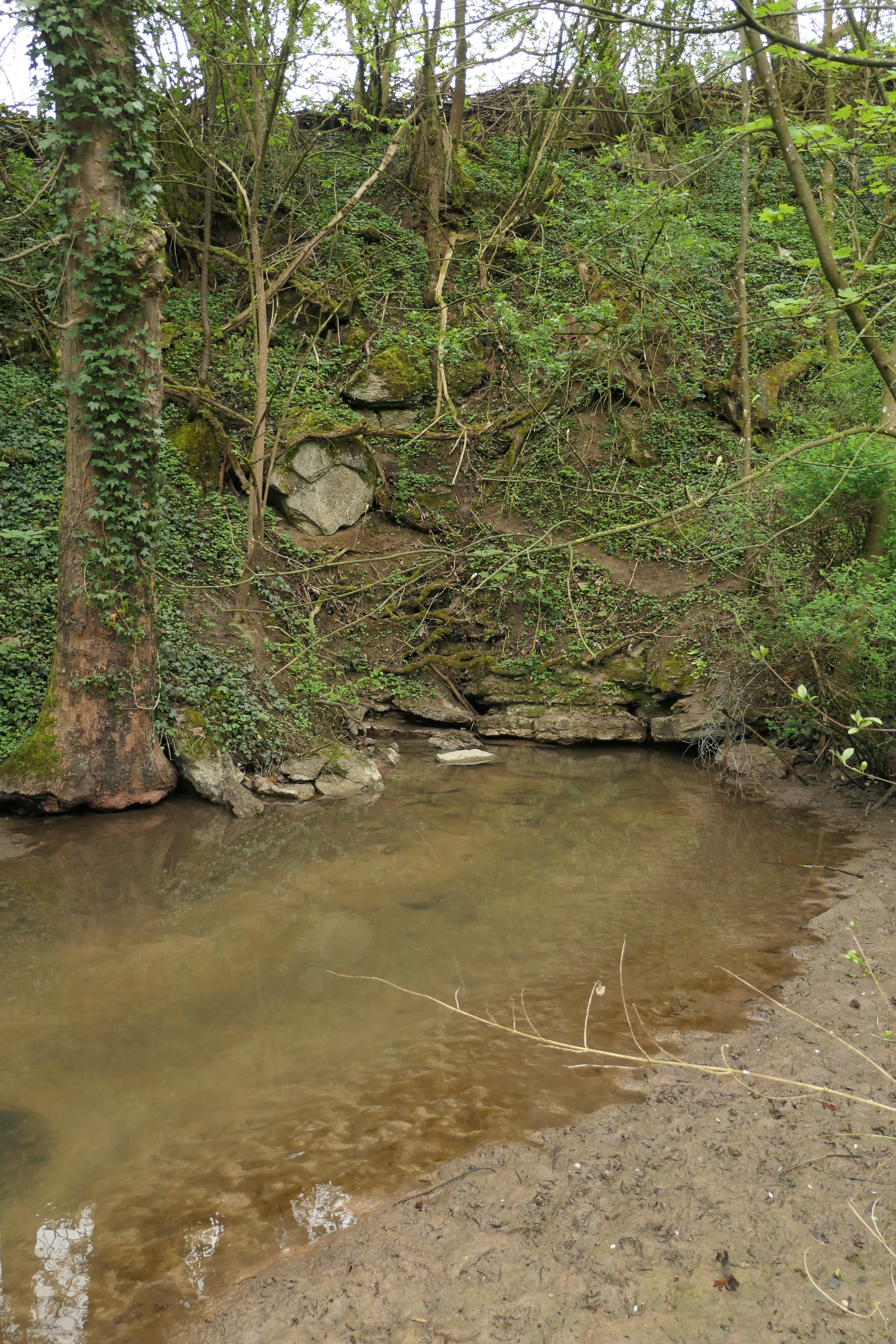
Erdbach-Austritt (2025)
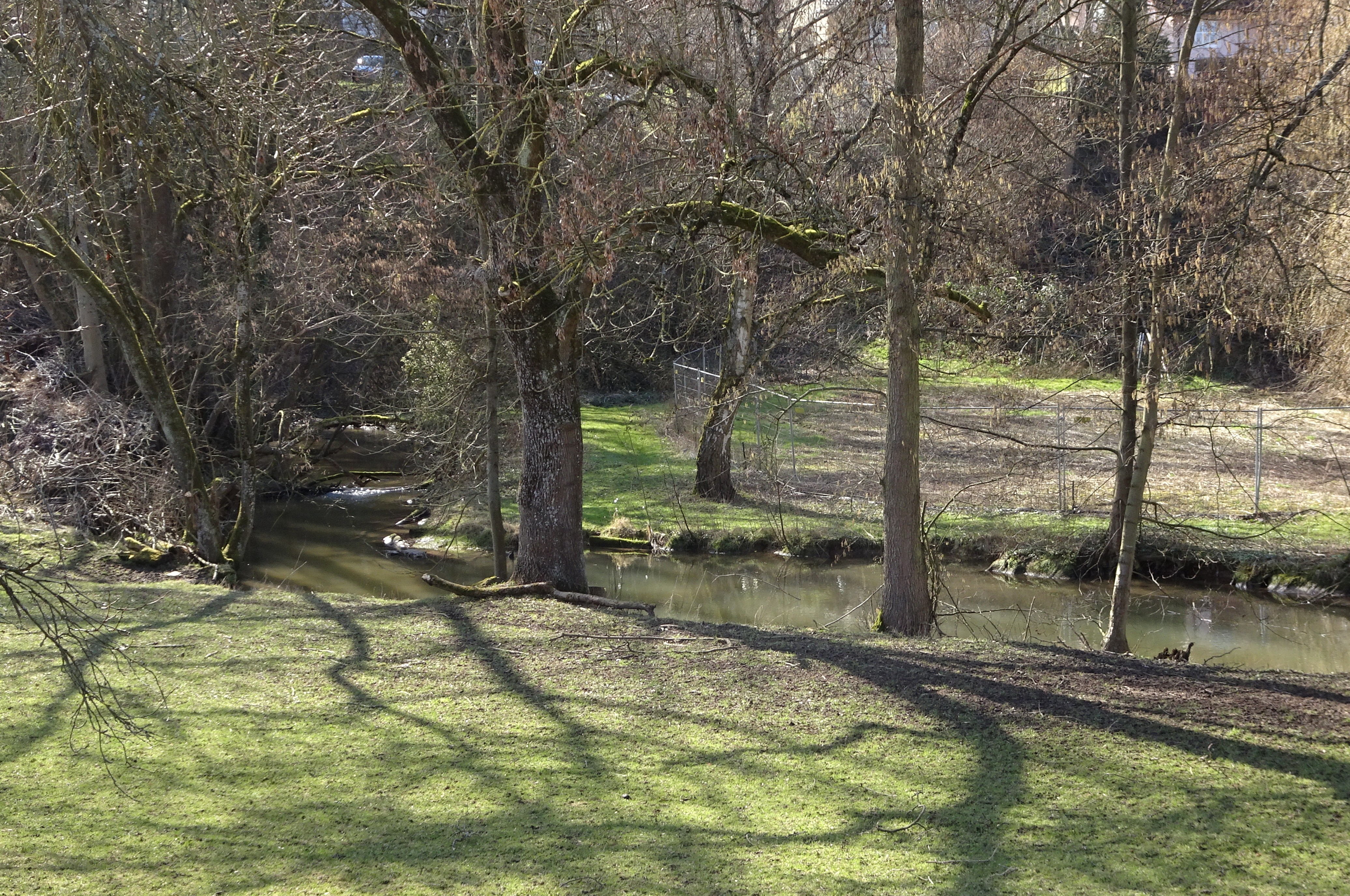
Erdbach nach dem Erdbach-Austritt (2022)

## Flora und Fauna
Im Eingangsbereich der Erdbachhöhle wachsen verschiedene Moose und Farne. Das feuchte Innere der Höhle bietet Lebensraum für 104 teils hochspezialisierte Tierarten, wie Laufkäfer, Spinnen, Pseudoskorpione, Weberknechte, Asseln und Schnecken. Unter den höhlenbewohnenden Spinnenarten bilden die Große Höhlenspinne (Meta menardi), die Herbstspinne Metellina merianae und die zu den Höhlenspinnen gehörende Nesticus cellulanus stabile Populationen. Bemerkenswert ist, dass die seltene Zwergspinne Porrhomma convexum hier beheimatet ist. Ausschließlich in den Höhlen lebt die Höhlenpilzmücke (Speolepta leptogaster), die Keller-Glanzschnecke (Oxychilus cellarius) kommt ebenfalls hier vor. Auch Tierarten, die nur zeitweise in Höhlen leben, wurden nachgewiesen oder werden erwartet, beispielsweise überwinternde Schmetterlinge oder Fledermäuse.

## Erhaltungs- und Schutzziele
Das FFH-Gebiet (unter dem Kürzel 6320-302) wurde 2008 ausgewiesen. Hier soll der Lebensraumtyp „Nicht touristisch erschlossene Höhlen“ (8310) erhalten werden. Die Schutzziele sind:
- Erhaltung der Funktion der ausgewiesenen Höhle für die lebensraumtyp-charakteristische Tier- und Pflanzenwelt
- Erhaltung der Zugänglichkeit für die Höhlenfauna bei gleichzeitiger Absicherung der Eingänge vor unbefugtem Betreten
- Erhaltung des typischen Höhlenklimas und des Wasserhaushalts
- Erhaltung typischer geologischer Prozesse[1]

## Pflegemaßnahmen
Die Kalkstein-Felswände über den Höhleneingängen sind regelmäßig von Büschen und überwucherndem Efeu freizuhalten. Um die Höhleneingänge vor der Einschwemmung von Müll und Schlamm zu schützen, sind Kontrollen des Sedimenteintrages im Absetzbecken nötig. Für ein erneutes Monitoring durch ausgebildete Mitglieder des Landesverbandes für Höhlen- und Karstforschung e.V. ist der Einstieg zum rechten Teil der Erdbachhöhle durch ein Schachtgitter möglich, dafür muss der Höhlenbach mit Sandsäcken umgeleitet werden. In den linken, kleineren Teil der Erdbachhöhle führt ein enger Zugangsschacht mit Drahtseilleiter. Aufgrund der räumlichen Enge und der großen Gefahr von Hochwassereinbrüchen gilt die Höhle befahrungstechnisch als sehr schwierig. Im Sinne des Biotopschutzes und der Verkehrssicherungspflicht des Eigentümers (Stadt Erbach) wurden die Höhleneingänge 2014 durch geeignete Verschlüsse gesichert.